# Hypodryas gillettii
Hypodryas gillettii is een vlinder uit de familie Nymphalidae. De wetenschappelijke naam van de soort is voor het eerst geldig gepubliceerd in 1897 door Henry Walter Barnes.